# Bucculatrix ochritincta
Bucculatrix ochritincta är en fjärilsart som beskrevs av Braun 1963. Bucculatrix ochritincta ingår i släktet Bucculatrix och familjen kronmalar. Inga underarter finns listade i Catalogue of Life.